# شلسویگ

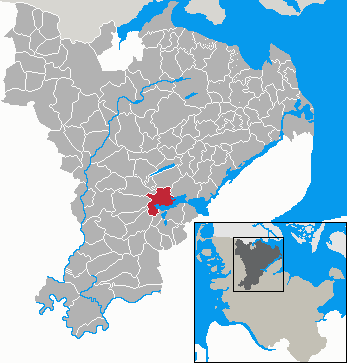
مکان شهر شلسویگ در شلسویگ-هولشتاین

شهر شلسویگ (به آلمانی: Schleswig) در ایالت شلسویگ-هولشتاین در کشور آلمان واقع شده‌است.